# 条纹藻目
条纹藻目（学名：Striatellales）是硅藻纲下的一个目。

## 下属分类
本目包括以下科：
- Florellaceae
- 条纹藻科 Striatellaceae